# إرفين كيل
إرفين كيل (بالألمانية: Erwin Keil)‏ هو لاعب كرة قدم نمساوي في مركز الوسط، ولد في 30 نوفمبر 1980 في النمسا. لعب مع نادي أوستريا سالزبورغ ونادي ريد بل سالزبورغ ونادي غروديغ.

## وصلات خارجية
- إرفين كيل على موقع قاعدة بيانات كرة القدم.إي يو (الإنجليزية)
- إرفين كيل على موقع عالم كرة القدم.نت (الإنجليزية)